# Turniej Nordycki
Turniej Nordycki zwany też błędnie Turniejem Skandynawskim i Skandynawskim Turniejem Czterech Skoczni (oficjalna nazwa: Nordic Tournament) – zawody w skokach narciarskich rozgrywane w latach 1997–2010 na wzór Turnieju Czterech Skoczni.
Cykl ten rozgrywany był w pierwszej połowie marca każdego roku. Zwycięzcą – podobnie jak w Turnieju Czterech Skoczni – zostawał zawodnik, który zdobył największą liczbę punktów za skoki we wszystkich konkursach.
Konkursy zaliczane do Turnieju Nordyckiego odbywały się w Norwegii, Szwecji i Finlandii.
Najbardziej utytułowanym skoczkiem w historii turnieju jest Adam Małysz – wygrał najwięcej edycji turnieju (3), najwięcej razy stawał na podium klasyfikacji generalnej (5), wygrał najwięcej konkursów w historii imprezy (10) oraz najwięcej razy stawał na podium poszczególnych konkursów (20).

## Zasady
Konkursy Turnieju Nordyckiego zaliczano do klasyfikacji Pucharu Świata w skokach narciarskich. W związku z tym zasady rozgrywania poszczególnych zawodów były identyczne, jak podczas innych konkursów tej rangi. W trakcie kwalifikacji przed każdym z konkursów wyłaniano 50 zawodników. Zawodnicy oddawali skok w pierwszej serii. Najlepszych trzydziestu z nich startowało w serii drugiej i zdobywało punkty Pucharu Świata.
Do klasyfikacji Turnieju Nordyckiego, w przeciwieństwie do klasyfikacji Pucharu Świata (tu zaliczane są, wg specjalnej punktacji, wyłącznie punkty za zajęte lokaty – od pierwszej do trzydziestej, wynikające z not za oddane skoki) zaliczane są punkty zdobyte w zawodach za oddane skoki, tj. za odległość i styl skoku (zatem nie za zajęte lokaty). Identyczna sytuacja ma miejsce podczas Turnieju Czterech Skoczni. Jedynie w 2000 roku odstąpiono od tej reguły. Do klasyfikacji liczono wtedy punkty Pucharu Świata zdobyte podczas konkursów w krajach skandynawskich.
Od 2004 roku lider klasyfikacji Turnieju Nordyckiego zakładał niebieską koszulkę przygotowaną przez organizatorów. W pierwszym z konkursów Turnieju Nordyckiego żaden z zawodników nie zakładał koszulki lidera. W następnych konkursach w niebieskim plastronie występował zawodnik, który zajmował pierwsze miejsce w klasyfikacji.
Za zwycięstwo w Turnieju Nordyckim zawodnik, poza nagrodami ufundowanymi przez Międzynarodową Federację Narciarską, otrzymywał dodatkowe premie pieniężne i nagrody rzeczowe ufundowane przez organizatorów. Pula nagród przewidziana dla zwycięzców Turnieju Nordyckiego w 2004 roku wyniosła 50 000 euro.

## Historia

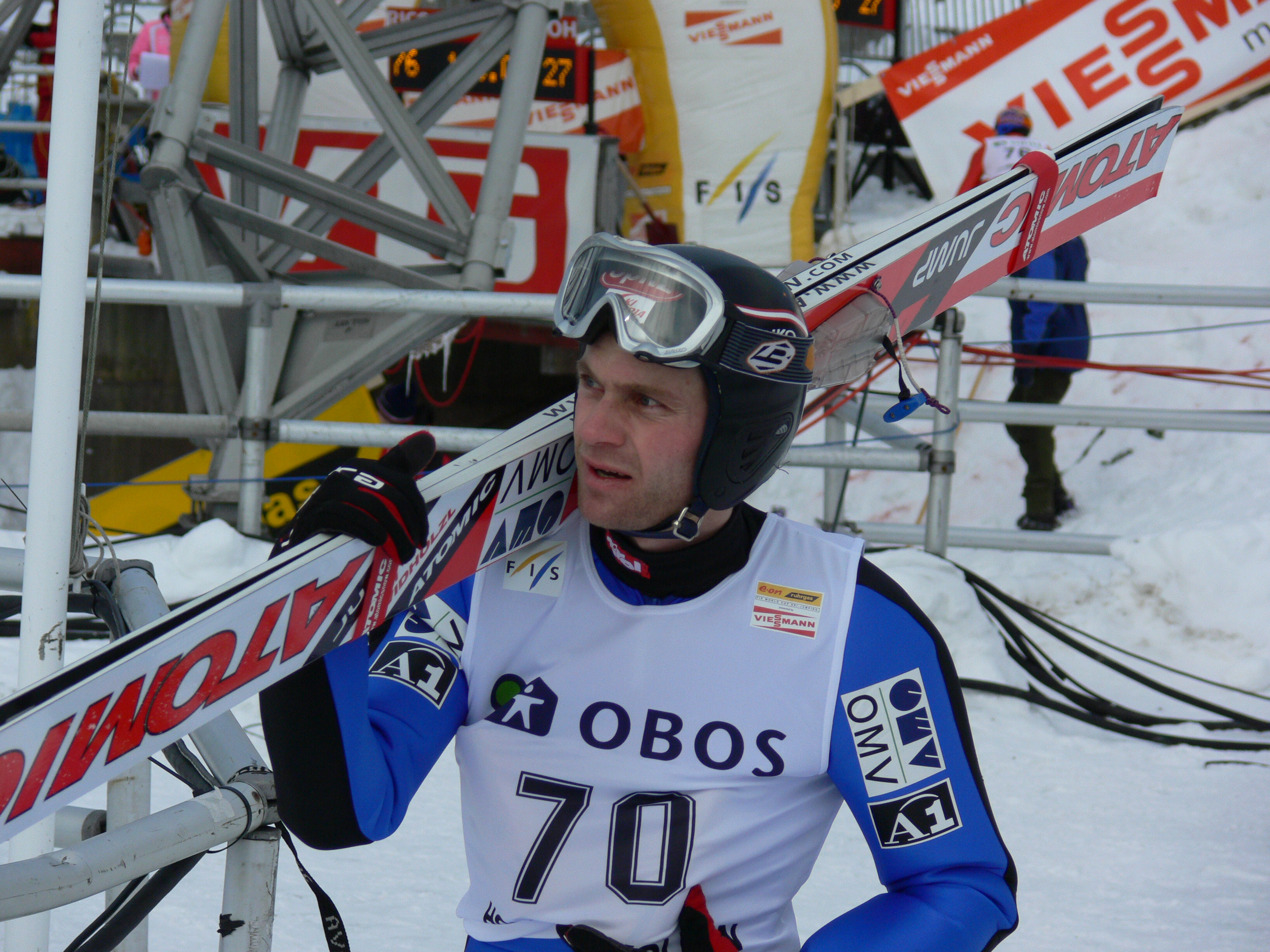
Andreas Widhölzl, zwycięzca Turnieju Nordyckiego 1998

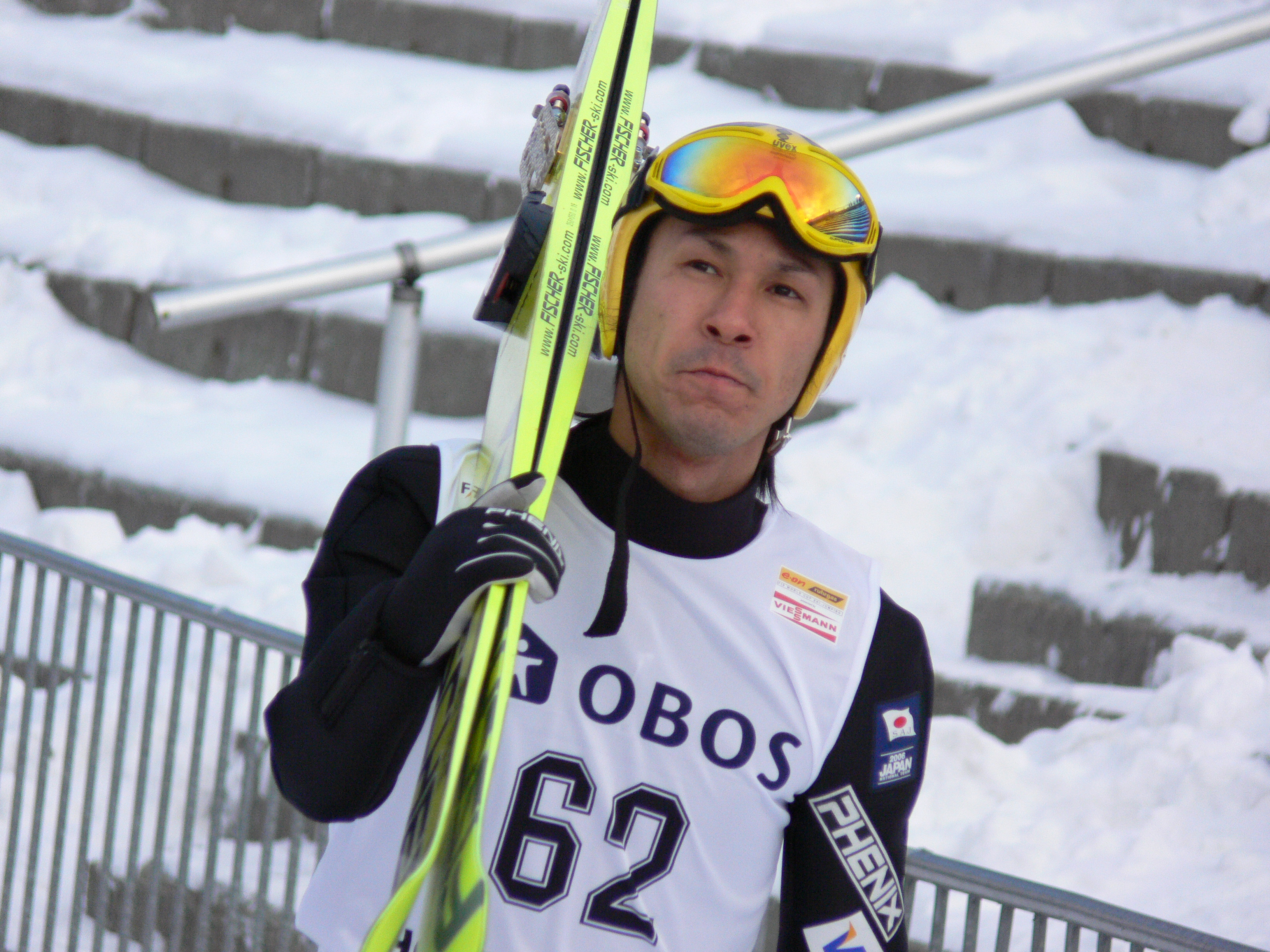
Noriaki Kasai, zwycięzca Turnieju Nordyckiego 1999

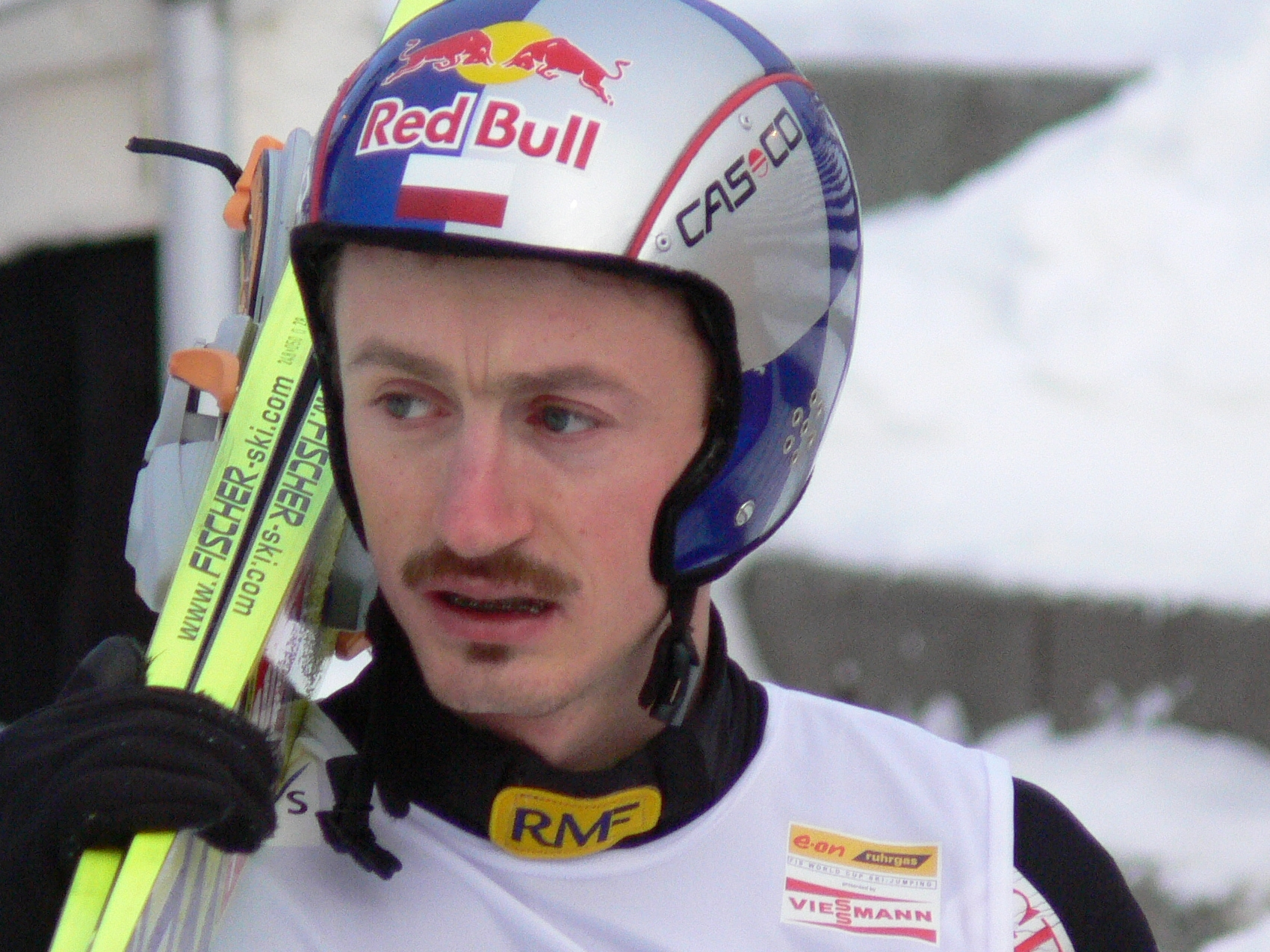
Adam Małysz, zwycięzca Turnieju Nordyckiego w 2001, 2003 i 2007 roku

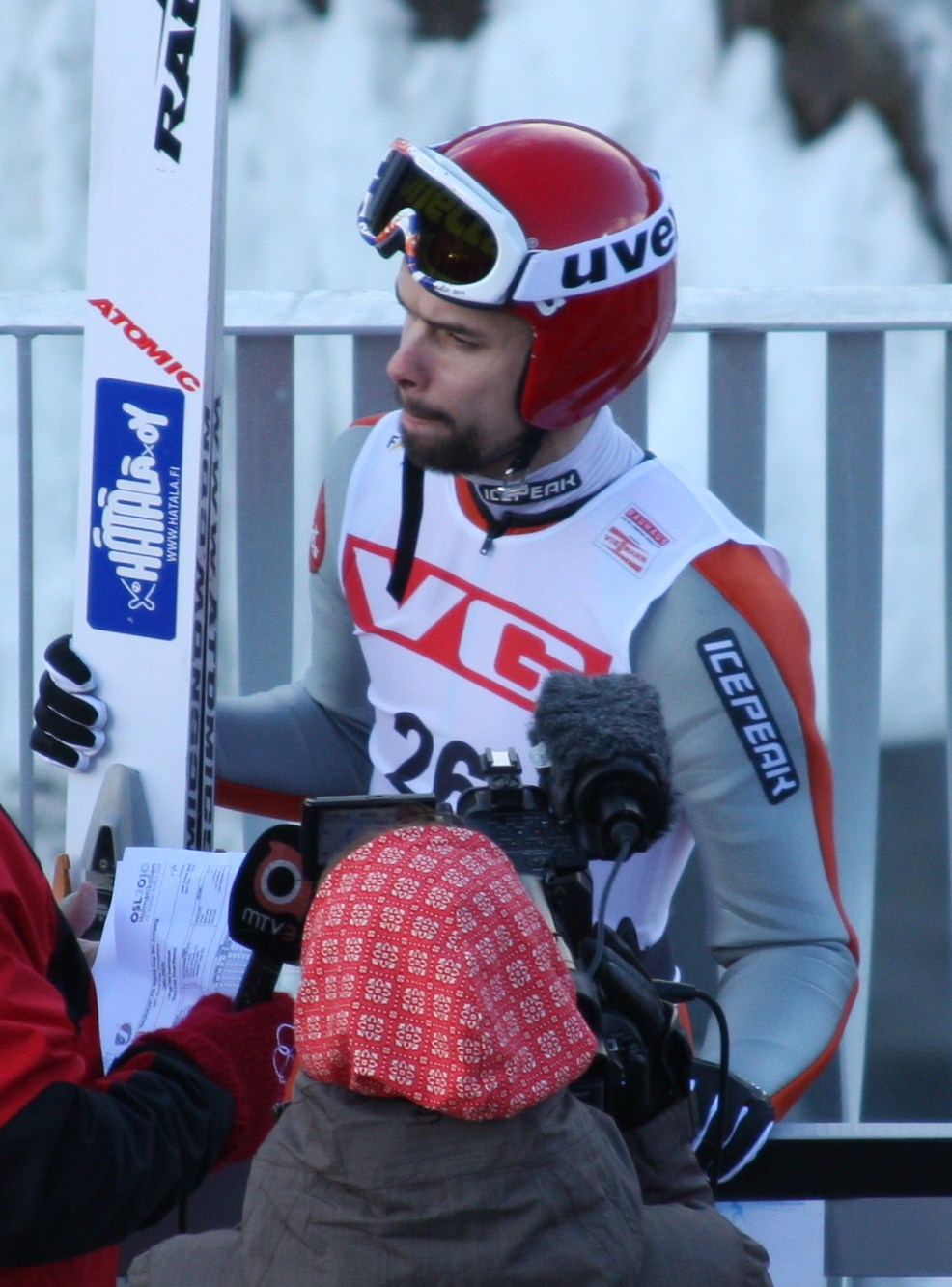
Matti Hautamäki, zwycięzca Turnieju Nordyckiego 2002 i 2005

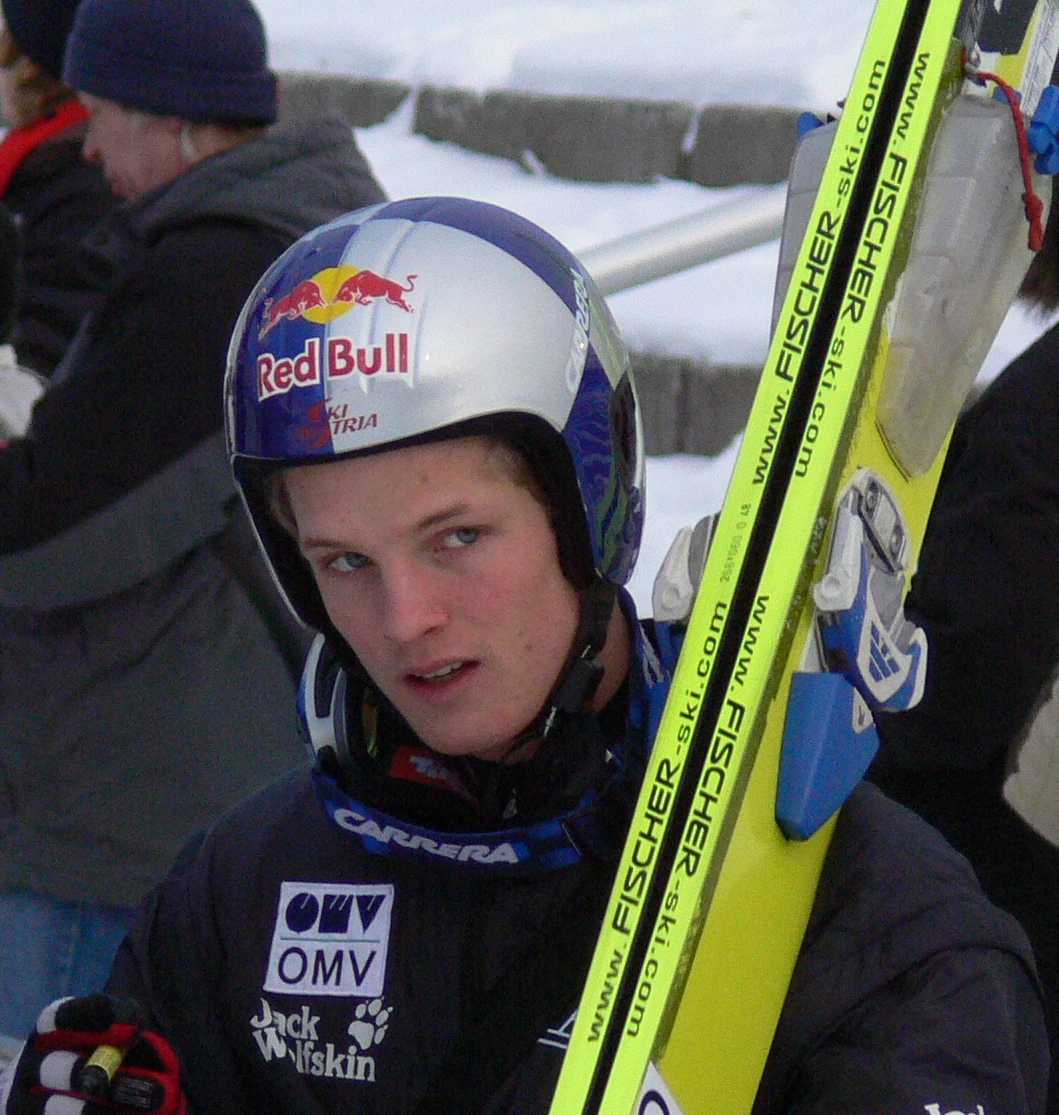
Thomas Morgenstern, zwycięzca Turnieju Nordyckiego 2006

Pierwsza edycja Turnieju odbyła się w 1997 roku. Rozegrane zostały cztery konkursy, które jednocześnie były zaliczane do klasyfikacji Pucharu Świata. Pierwszy z konkursów odbył się 9 marca 1997 roku w Lahti, a zwyciężył Andreas Widhölzl. Najlepszym zawodnikiem drugich zawodów, 12 marca na normalnej wówczas skoczni w Kuopio, był Kazuyoshi Funaki. Trzeci z konkursów odbył się 13 marca w Falun, a zwycięzcą został Primož Peterka. Ostatni z konkursów rozegrany został w stolicy Norwegii, Oslo. Zwyciężył Funaki, który z przewagą 28 punktów nad drugim skoczkiem, Kristianem Brendenem, triumfował także w całym Turnieju Nordyckim.
W 1998 roku odbyło się pięć konkursów Turnieju Nordyckiego. W pierwszym z nich, 7 marca na skoczni w Lahti, zwyciężył Janne Ahonen, który wyprzedził Andreasa Widhölzla i Kristiana Brendena. Dzień później na tej samej skoczni triumfował Primož Peterka przed Jani Soininenem i Brendenem. 11 marca w Falun ponownie zwyciężył Peterka. Dwa dni później na skoczni w norweskim Trondheim na najwyższym stopniu podium stanął Masahiko Harada przed swoim rodakiem – Noriaki Kasai i Włochem Roberto Ceconem. W konkursie kończącym drugą edycję Turnieju Nordyckiego, na Holmenkollen w stolicy Norwegii, po raz trzeci wygrał Primož Peterka. Drugie miejsce zajął Bruno Reuteler, a trzecie Masahiko Harada. W końcowej klasyfikacji Turnieju 1998 najlepszy okazał się Andreas Widhölzl. Na drugim miejscu sklasyfikowany został Sven Hannawald, a na trzecim Hiroya Saitō.
W 1999 roku rozegrano cztery konkursy Turnieju. Pierwszy z nich odbył się 6 marca na normalnej skoczni w Lahti. Zwyciężył Kazuyoshi Funaki przed Reinhardem Schwarzenbergerem i Svenem Hannawaldem. 9 marca w Trondheim najlepszy okazał się Kasai, który wyprzedził Stefana Horngachera i Masahiko Haradę. 11 marca w Falun triumfował Martin Schmitt, drugi był Hideharu Miyahira, a trzeci Harada. W ostatnim konkursie Turnieju Nordyckiego, 14 marca w Oslo, zwycięstwo odniósł Noriaki Kasai, który zwyciężył także w całym Turnieju Skandynawskim.
O zwycięstwie w końcowej klasyfikacji Turnieju Nordyckiego w 2000 roku decydowała ilość zdobytych punktów Pucharu Świata podczas czterech konkursów, a nie – jak dotychczas – liczba punktów zdobytych za same skoki. Pierwsze zawody odbyły się 4 marca na normalnej skoczni w Lahti. Wygrał je Janne Ahonen przed Svenem Hannawaldem i Lasse Ottesenem. Nazajutrz na skoczni dużej triumfował Martin Schmitt, drugi był Janne Ahonen, a trzeci Andreas Goldberger. 10 marca na skoczni w norweskim Trondheim zwycięstwo odniósł Hannawald przed Ville Kantee i Ahonenem. Identyczna sytuacja miała miejsce w ostatnim z konkursów, 12 marca w Oslo. Dzięki temu zwycięstwo w Turnieju Skandynawskim odniósł Sven Hannawald, który o 30 punktów wyprzedził drugiego zawodnika – Janne Ahonena.
Zwycięstwo w piątym Turnieju jako pierwszy w historii reprezentant Polski odniósł Adam Małysz. Ponadto jako pierwszy skoczek w historii wygrał wszystkie konkursy Turnieju Nordyckiego. Wygrał zarówno 7 marca w Falun, jak i 9 marca w Trondheim oraz 11 marca w Oslo. W Turnieju 2001 Małysz zdobył 648,5 punktów, o 72,7 więcej od drugiego w klasyfikacji – Andreasa Goldbergera, a o 161,6 punktu więcej od trzeciego – Martina Schmitta. W 2001 roku wyjątkowo nie odbyły się zawody Turnieju Nordyckiego w Lahti, ponieważ organizowane były tam mistrzostwa świata w narciarstwie klasycznym.
W ramach Turnieju w 2002 roku rozegrane zostały cztery konkursy. W pierwszym z nich, 1 marca w Lahti, triumfował Martin Schmitt. Następne dwa konkursy – 13 marca w Falun oraz 15 marca w Trondheim wygrał Matti Hautamäki. W kończącym konkursie, 17 marca w Oslo, najlepszy okazał się Simon Ammann. W turnieju zwycięstwo odniósł Hautamäki przed Małyszem i Schmittem.
W 2003 roku rozegrano trzy konkursy Turnieju Skandynawskiego. Wszystkie z nich (9 marca w Oslo oraz 14–15 marca w Lahti) wygrał Adam Małysz, więc zwyciężył także w całym Turnieju Nordyckim. Na drugiej pozycji sklasyfikowany został Matti Hautamäki, a na trzeciej Tami Kiuru.
W kolejnej edycji Turnieju Nordyckiego zwycięstwo odniósł Roar Ljøkelsøy przed Bjørnem Einarem Romørenem i Simonem Ammannem. We wszystkich spośród czterech konkursów zwyciężyli reprezentanci Norwegii. Pierwsze dwa z nich, tj. 7 marca w Lahti i 10 marca w Kuopio, wygrał Romøren. 12 marca w Lillehammer i 14 marca w Oslo triumfował Ljøkelsøy.
W skład Turnieju w 2005 roku weszły cztery konkursy. Wszystkie cztery wygrał Matti Hautamäki, czyniąc to jako pierwszy zawodnik w historii skoków. Zwyciężył 6 marca w Lahti, 9 marca w Kuopio, 11 marca w Lillehammer oraz 13 marca w Oslo. W końcowej klasyfikacji Turnieju Nordyckiego zwyciężył z przewagą 47,6 punktu nad drugim skoczkiem – Roarem Ljøkelsøyem i z przewagą 70,3 punktu nad trzecim – Michaelem Uhrmannem.
Turniej Nordycki 2006 wygrał Thomas Morgenstern przed Andreasem Küttelem i Janne Happonenem. Pierwszy z konkursów odbył się 5 marca w Lahti, a zwyciężył Janne Happonen. Dwa dni później na skoczni w Kuopio triumfował Andreas Küttel. 10 marca w Lillehammer zwycięstwo odniósł Morgenstern, a ostatni konkurs, 12 marca w Oslo, wygrał Adam Małysz.
W 2007 roku Adam Małysz jako pierwszy skoczek w historii wygrał trzeci Turniej Nordycki w karierze. Wygrał pierwsze trzy konkursy (11 marca w Lahti, 13 marca w Kuopio i 17 marca w Oslo), a w czwartym (18 marca w Oslo), z powodu złych warunków atmosferycznych, nie zakwalifikował się do finałowej serii, w której zwyciężył Simon Ammann. W końcowej klasyfikacji Małysz wyprzedził drugiego Andreasa Koflera o 2,1 punktu oraz trzeciego Ammanna o 25,3 punktu.
Ze względu na to, że jedynym skoczkiem, który wygrał pięciokrotnie konkursy na skoczni w Oslo (czterokrotnie w ramach Turnieju Nordyckiego) jest Adam Małysz, w 2007 roku organizatorzy konkursu na Holmenkollen ogłosili go Królem Holmenkollen i obiecali postawić pomnik na jego cześć.
W Turnieju Nordyckim 2008 triumfował Gregor Schlierenzauer, drugie miejsce zajął Tom Hilde, a trzeci był Janne Happonen. Pierwszy z konkursów Turnieju Skandynawskiego miał odbyć się w Lahti, jednak z powodu niekorzystnych warunków atmosferycznych konkurs został przeniesiony do Kuopio. W pierwszym konkursie w Kuopio, 3 marca zwyciężył Janne Happonen, a dzień później jego rodak – Janne Ahonen. W konkursach w Lillehammer (7 marca) i Oslo (9 marca) wygrał Gregor Schlierenzauer.
W 2009 roku rozegrano cztery konkursy zaliczane do Turnieju Nordyckiego. Z powodu przebudowy skoczni Holmenkollen nie odbyły się zawody w Oslo. W pierwszym konkursie, na skoczni K-90 w Lahti zwyciężył Gregor Schlierenzauer. Drugi konkurs, który odbył się w Kuopio, wygrał Takanobu Okabe. W trzecich zawodach, w Lillehammer triumfował Harri Olli. Czwarty z konkursów przeprowadzono na mamuciej skoczni w Vikersund i jego zwycięzcą został Schlierenzauer, który okazał się także najlepszy w całym cyklu. Na drugim miejscu w klasyfikacji generalnej uplasował się Olli, a trzeci był Simon Ammann.
Podobnie jak w 2009, tak i w 2010 roku rozegrano cztery konkursy Turnieju Nordyckiego. Konkursy przeprowadzono w Lahti, Kuopio, Lillehammer i Oslo. We wszystkich najlepszy był Simon Ammann, dzięki czemu został zwycięzcą edycji. Drugie miejsce zajął Adam Małysz, a trzeci był Thomas Morgenstern.
W sezonie 2010/2011 po raz pierwszy Turniej Nordycki nie został przeprowadzony. Wynikało to z faktu, że na przełomie lutego i marca 2011 roku Oslo organizowało mistrzostwa świata w narciarstwie klasycznym. W kolejnym sezonie, ponownie Turniej Nordycki nie znalazł się w kalendarzu Pucharu Świata w skokach narciarskich. Od tego czasu organizowanie imprezy zarzucono.

## Triumfatorzy

### Zwycięzcy w klasyfikacji generalnej
| Rok  | Miejsca rozgrywania konkursów         | 1. miejsce            | 2. miejsce          | 3. miejsce         |
| ---- | ------------------------------------- | --------------------- | ------------------- | ------------------ |
| 1997 | Lahti, Kuopio, Falun, Oslo            | Kazuyoshi Funaki      | Kristian Brenden    | Andreas Widhölzl   |
| 1998 | Lahti, Falun, Trondheim, Oslo         | Andreas Widhölzl      | Sven Hannawald      | Hiroya Saitō       |
| 1999 | Lahti, Trondheim, Falun, Oslo         | Noriaki Kasai         | Kazuyoshi Funaki    | Sven Hannawald     |
| 2000 | Lahti, Lahti, Trondheim, Oslo         | Sven Hannawald        | Janne Ahonen        | Ville Kantee       |
| 2001 | Falun, Trondheim, Oslo                | Adam Małysz           | Andreas Goldberger  | Martin Schmitt     |
| 2002 | Lahti, Falun, Trondheim, Oslo         | Matti Hautamäki       | Adam Małysz         | Martin Schmitt     |
| 2003 | Oslo, Lahti, Lahti                    | Adam Małysz           | Matti Hautamäki     | Tami Kiuru         |
| 2004 | Lahti, Kuopio, Lillehammer, Oslo      | Roar Ljøkelsøy        | Bjørn Einar Romøren | Simon Ammann       |
| 2005 | Lahti, Kuopio, Lillehammer, Oslo      | Matti Hautamäki       | Roar Ljøkelsøy      | Michael Uhrmann    |
| 2006 | Lahti, Kuopio, Lillehammer, Oslo      | Thomas Morgenstern    | Andreas Küttel      | Janne Happonen     |
| 2007 | Lahti, Kuopio, Oslo, Oslo             | Adam Małysz           | Andreas Kofler      | Simon Ammann       |
| 2008 | Kuopio, Kuopio, Lillehammer, Oslo     | Gregor Schlierenzauer | Tom Hilde           | Janne Happonen     |
| 2009 | Lahti, Kuopio, Lillehammer, Vikersund | Gregor Schlierenzauer | Harri Olli          | Simon Ammann       |
| 2010 | Lahti, Kuopio, Lillehammer, Oslo      | Simon Ammann          | Adam Małysz         | Thomas Morgenstern |

### Najwięcej razy na podium w klasyfikacji generalnej

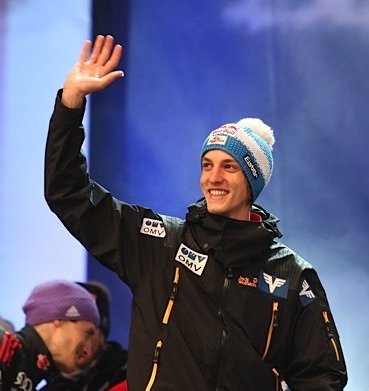
Gregor Schlierenzauer, zwycięzca Turnieju Nordyckiego 2008 i 2009

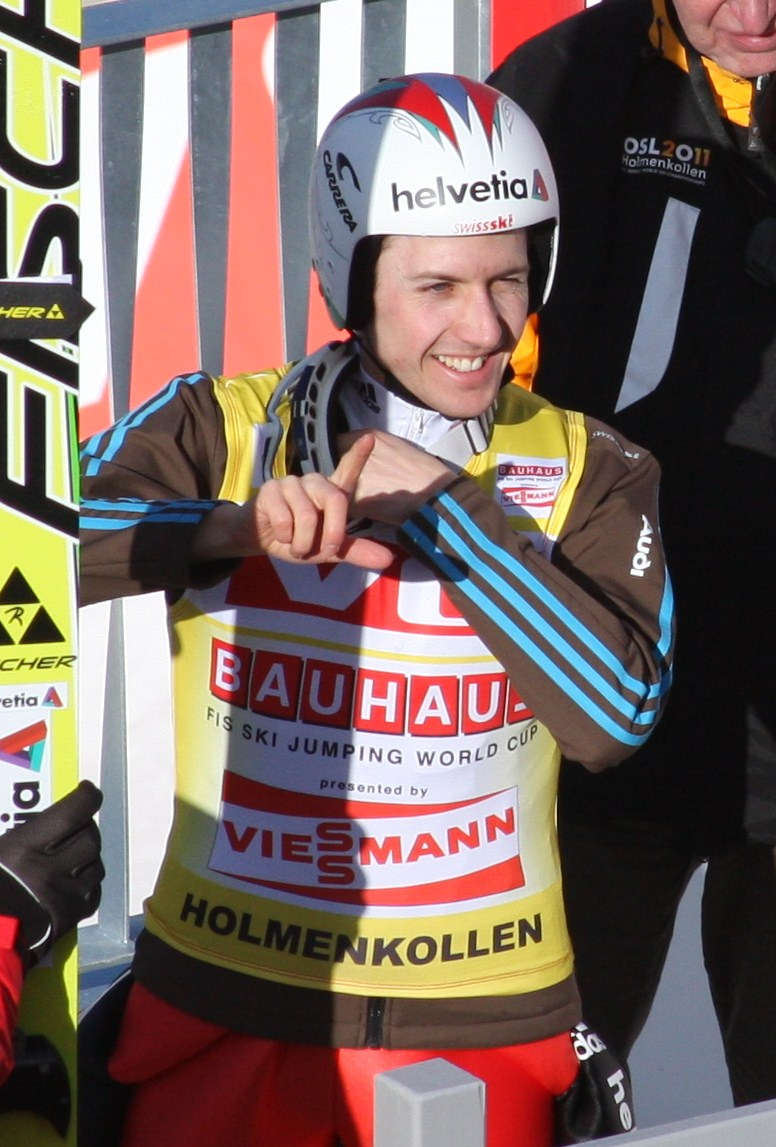
Simon Ammann, zwycięzca Turnieju Nordyckiego 2010

| Lp. | Zawodnik              | 1. miejsca | 2. miejsca | 3. miejsca | Razem |
| --- | --------------------- | ---------- | ---------- | ---------- | ----- |
| 1.  | Adam Małysz           | 3          | 2          | 0          | 5     |
| 2.  | Matti Hautamäki       | 2          | 1          | 0          | 3     |
| 3.  | Gregor Schlierenzauer | 2          | 0          | 0          | 2     |
| 4.  | Sven Hannawald        | 1          | 1          | 1          | 3     |
| 5.  | Kazuyoshi Funaki      | 1          | 1          | 0          | 2     |
| 5.  | Roar Ljøkelsøy        | 1          | 1          | 0          | 2     |
| 7.  | Simon Ammann          | 1          | 0          | 3          | 4     |
| 8.  | Andreas Widhölzl      | 1          | 0          | 1          | 2     |
| 8.  | Thomas Morgenstern    | 1          | 0          | 1          | 2     |
| 10. | Noriaki Kasai         | 1          | 0          | 0          | 1     |
| 11. | Kristian Brenden      | 0          | 1          | 0          | 1     |
| 11. | Janne Ahonen          | 0          | 1          | 0          | 1     |
| 11. | Andreas Goldberger    | 0          | 1          | 0          | 1     |
| 11. | Bjørn Einar Romøren   | 0          | 1          | 0          | 1     |
| 11. | Andreas Küttel        | 0          | 1          | 0          | 1     |
| 11. | Andreas Kofler        | 0          | 1          | 0          | 1     |
| 11. | Tom Hilde             | 0          | 1          | 0          | 1     |
| 11. | Harri Olli            | 0          | 1          | 0          | 1     |
| 19. | Janne Happonen        | 0          | 0          | 2          | 2     |
| 19. | Martin Schmitt        | 0          | 0          | 2          | 2     |
| 21. | Hiroya Saitō          | 0          | 0          | 1          | 1     |
| 21. | Ville Kantee          | 0          | 0          | 1          | 1     |
| 21. | Tami Kiuru            | 0          | 0          | 1          | 1     |
| 21. | Michael Uhrmann       | 0          | 0          | 1          | 1     |

### Najwięcej razy na podium w konkursach
| Lp. | Zawodnik                 | 1. miejsca | 2. miejsca | 3. miejsca | Razem |
| --- | ------------------------ | ---------- | ---------- | ---------- | ----- |
| 1.  | Adam Małysz              | 10         | 5          | 5          | 20    |
| 2.  | Simon Ammann             | 6          | 5          | 0          | 11    |
| 3.  | Matti Hautamäki          | 6          | 2          | 1          | 9     |
| 4.  | Gregor Schlierenzauer    | 4          | 2          | 1          | 7     |
| 5.  | Primož Peterka           | 4          | 0          | 1          | 5     |
| 6.  | Martin Schmitt           | 3          | 3          | 2          | 8     |
| 7.  | Kazuyoshi Funaki         | 3          | 0          | 2          | 5     |
| 8.  | Roar Ljøkelsøy           | 2          | 5          | 0          | 7     |
| 9.  | Bjørn Einar Romøren      | 2          | 3          | 2          | 7     |
| 10. | Sven Hannawald           | 2          | 2          | 4          | 8     |
| 11. | Janne Ahonen             | 2          | 1          | 4          | 6     |
| 12. | Noriaki Kasai            | 2          | 1          | 0          | 3     |
| 13. | Janne Happonen           | 2          | 0          | 1          | 3     |
| 14. | Thomas Morgenstern       | 1          | 2          | 3          | 6     |
| 15. | Andreas Küttel           | 1          | 2          | 0          | 3     |
| 16. | Masahiko Harada          | 1          | 0          | 3          | 4     |
| 17. | Andreas Widhölzl         | 1          | 1          | 0          | 2     |
| 18. | Takanobu Okabe           | 1          | 0          | 0          | 1     |
| 19. | Andreas Kofler           | 0          | 2          | 3          | 5     |
| 20. | Ville Kantee             | 0          | 2          | 0          | 2     |
| 20. | Stefan Horngacher        | 0          | 2          | 0          | 2     |
| 22. | Hiroya Saitō             | 0          | 1          | 2          | 3     |
| 22. | Dmitrij Wasiljew         | 0          | 1          | 2          | 3     |
| 24. | Jani Soininen            | 0          | 1          | 1          | 2     |
| 24. | Bruno Reuteler           | 0          | 1          | 1          | 2     |
| 24. | Andreas Goldberger       | 0          | 1          | 1          | 2     |
| 24. | Jakub Janda              | 0          | 1          | 1          | 2     |
| 24. | Anders Bardal            | 0          | 1          | 1          | 2     |
| 24. | Tom Hilde                | 0          | 1          | 1          | 2     |
| 30. | Pasi Kytösaho            | 0          | 1          | 0          | 1     |
| 30. | Nicolas Dessum           | 0          | 1          | 0          | 1     |
| 30. | Dieter Thoma             | 0          | 1          | 0          | 1     |
| 30. | Reinhard Schwarzenberger | 0          | 1          | 0          | 1     |
| 30. | Hideharu Miyahira        | 0          | 1          | 0          | 1     |
| 30. | Florian Liegl            | 0          | 1          | 0          | 1     |
| 30. | Sigurd Pettersen         | 0          | 1          | 0          | 1     |
| 30. | Martin Koch              | 0          | 1          | 0          | 1     |
| 30. | Michael Uhrmann          | 0          | 0          | 2          | 2     |
| 30. | Anders Jacobsen          | 0          | 0          | 2          | 2     |
| 40. | Kristian Brenden         | 0          | 0          | 1          | 1     |
| 40. | Roberto Cecon            | 0          | 0          | 1          | 1     |
| 40. | Wolfgang Loitzl          | 0          | 0          | 1          | 1     |
| 40. | Igor Medved              | 0          | 0          | 1          | 1     |
| 40. | Robert Kranjec           | 0          | 0          | 1          | 1     |
| 40. | Tami Kiuru               | 0          | 0          | 1          | 1     |
| 40. | Alexander Herr           | 0          | 0          | 1          | 1     |
| 40. | Lars Bystøl              | 0          | 0          | 1          | 1     |
| 40. | Lasse Ottesen            | 0          | 0          | 1          | 1     |

## Obiekty
|      | Nazwa skoczni    | Miasto      | Punkt konstrukcyjny | Wielkość skoczni           | Rekord skoczni                                  | Lata rozgrywania konkursów                                                   |
| ---- | ---------------- | ----------- | ------------------- | -------------------------- | ----------------------------------------------- | ---------------------------------------------------------------------------- |
|      | Salpausselkä     | Lahti       | K-116               | HS-130                     | Andreas Widhölzl (2006) 135,5 m                 | 1997, 1998, 2000, 2002, 2003, 2004, 2005, 2006, 2007, 2010                   |
| K-90 | Salpausselkä     | Lahti       | HS-97               | Jurij Tepeš (2012) 101,0 m | 1999, 2000, 2009                                |                                                                              |
|      | Puijo            | Kuopio      | K-120               | HS-127                     | Masahiko Harada (1998) 135,5 m                  | 1997, 2004, 2005, 2006, 2007, 2008, 2009, 2010                               |
|      | Lugnet           | Falun       | K-115               | HS-124                     | Matti Hautamäki (2002) 130,5 m                  | 1997, 1998, 1999, 2001, 2002                                                 |
|      | Holmenkollbakken | Oslo        | K-120               | HS-134                     | Andreas Kofler (2010) 139,5 m                   | 1997, 1998, 1999, 2000, 2001, 2002, 2003, 2004, 2005, 2006, 2007, 2008, 2010 |
|      | Granåsen         | Trondheim   | K-120               | HS-131                     | Gregor Schlierenzauer Simon Ammann (2008) 140 m | 1998, 1999, 2000, 2001, 2002                                                 |
|      | Lysgårdsbakken   | Lillehammer | K-123               | HS-138                     | Simon Ammann (2009) 146,0 m                     | 2004, 2005, 2006, 2008, 2009, 2010                                           |
|      | Vikersundbakken  | Vikersund   | K-185               | HS-207                     | Harri Olli (2009) 219,0 m                       | 2009                                                                         |

## Logo
Logo Turnieju Nordyckiego zostało zaprojektowane przez Janne Ahonena. Przedstawiało skocznię narciarską oraz napis NORDIC TOURNAMENT. Na środku logo znajdowało się koło w barwach czerwonej i niebieskiej, charakterystycznych dla Skandynawii.

## Turniej Nordycki jako przedsięwzięcie biznesowe i medialne
Zawody Turnieju Nordyckiego, które odbywały się w Oslo, były częścią Holmenkollen Ski Festival, corocznego festiwalu organizowanego w stolicy Norwegii. Konkursy Turnieju Nordyckiego na skoczni w Lillehammer wchodziły w skład Lillehammer Skifestival. Konkursy na skoczni w Lahti w 2007 roku odbyły się w ramach Lahti Ski Games. Podczas tych imprez rozgrywano konkursy w konkurencjach klasycznych. W związku z tym Turniej Nordycki był przedsięwzięciem biznesowym i medialnym. Dużą rolę odgrywali sponsorzy, którzy fundowali dodatkowe nagrody dla zwycięzców poszczególnych konkursów i całego Turnieju Nordyckiego, a także pokrywali część kosztów organizacji zawodów. Podczas konkursów na skoczniach fińskich głównym sponsorem było Doskonałe Mleko. Firma ta podpisała umowę ze skoczkami fińskiej reprezentacji w skokach narciarskich, którzy występowali w spotach reklamowych, a także z organizatorami wszystkich konkursów na terenie Finlandii. W latach 2003–2005 firma wykupiła wyłączność na reklamy Doskonałego Mleka we wszystkich fińskich konkursach. Wiązało się to z tym, że na plastronach wszystkich skoczków, a także na banerach wokół zeskoku, znajdowało się logo firmy. W 2007 roku firma sponsorowała organizację zawodów na skoczni w Lahti. Poza Doskonałym Mlekiem zawody Turnieju Nordyckiego sponsorowały firmy: Ricoh, Viessmann, Ruhrgas i Manner.
W 2006 roku podczas konkursu Turnieju Skandynawskiego na skoczni w Kuopio wystąpiła fińska grupa muzyczna Kroisos, w skład której wchodzą skoczkowie i zawodnicy kombinacji norweskiej z Finlandii (Ville Kantee, Jussi Hautamäki, Olli Happonen, Jarkko Saapunki).
Bilety na Puchar Świata w skokach narciarskich w Kuopio kosztowały zwykle 12 euro. Taka cena obowiązywała w latach 2006–2008. Ceny biletów na konkursy w Lahti dla dorosłych wynosiły 20 euro za miejsca siedzące i 14 euro za miejsca stojące. Bilety dla dzieci w wieku do 12 lat były o połowę tańsze.
W trakcie rozgrywania Turnieju Nordyckiego do miejscowości, w których odbywają się poszczególne zawody, przyjeżdżały tysiące kibiców. Dzięki temu właściciele hoteli, hosteli, pensjonatów i domów wczasowych mieli wielu klientów, podobnie jak sklepy, pobliskie muzea, kina oraz inne atrakcje turystyczne.